# Dipodillus
Dipodillus — рід підродини піщанкові (Gerbillinae).

## Систематика
- Підрід Dipodillus — складні барабанні перетинки вуха.
  - Dipodillus maghrebi
  - Dipodillus simoni
  - Dipodillus zakariai
- Підрід Petteromys — прості барабанні перетинки вуха.
  - Dipodillus bottai
  - Dipodillus campestris
  - Dipodillus dasyurus
  - Dipodillus harwoodi
  - Dipodillus jamesi
  - Dipodillus lowei
  - Dipodillus mackilligini
  - Dipodillus rupicola
  - Dipodillus somalicus
  - Dipodillus stigmonyx

## Опис
Довжина голови й тіла від 69 до 125 мм, довжина хвоста від 57 до 153 мм і вага до 58 гр. Хутро дуже м'яке. Тіло тонке, голова велика, морда загострена, очі і вуха великі. Задні ноги відносно видовжені. Великий палець і п'ятий палець відносно довгі. Кігті добре розвинені. Хвіст довший голови й тіла і густо вкритий волоссям; пучок довгого волосся завжди присутній на кінці. Самиці мають 4 пари молочних залоз. Зубна формула: 1/1, 0/0, 0/0, 3/3 = 16.

## Поширення
Цей рід широко розповсюджений у Північній Африці і на Близькому Сході.